# Застроне
Застроне (пол. Zastronie) — село в Польщі, у гміні Шидловець Шидловецького повіту Мазовецького воєводства.
Населення — 247 осіб (2011).
У 1975-1998 роках село належало до Радомського воєводства.

## Демографія
Демографічна структура станом на 31 березня 2011 року:
|          | Загалом | Допрацездатний вік | Працездатний вік | Постпрацездатний вік |
| -------- | ------- | ------------------ | ---------------- | -------------------- |
| Чоловіки | 128     | 31                 | 79               | 18                   |
| Жінки    | 119     | 18                 | 61               | 40                   |
| Разом    | 247     | 49                 | 140              | 58                   |